# Leichtathletik-Europameisterschaften 2018/20 km Gehen der Frauen

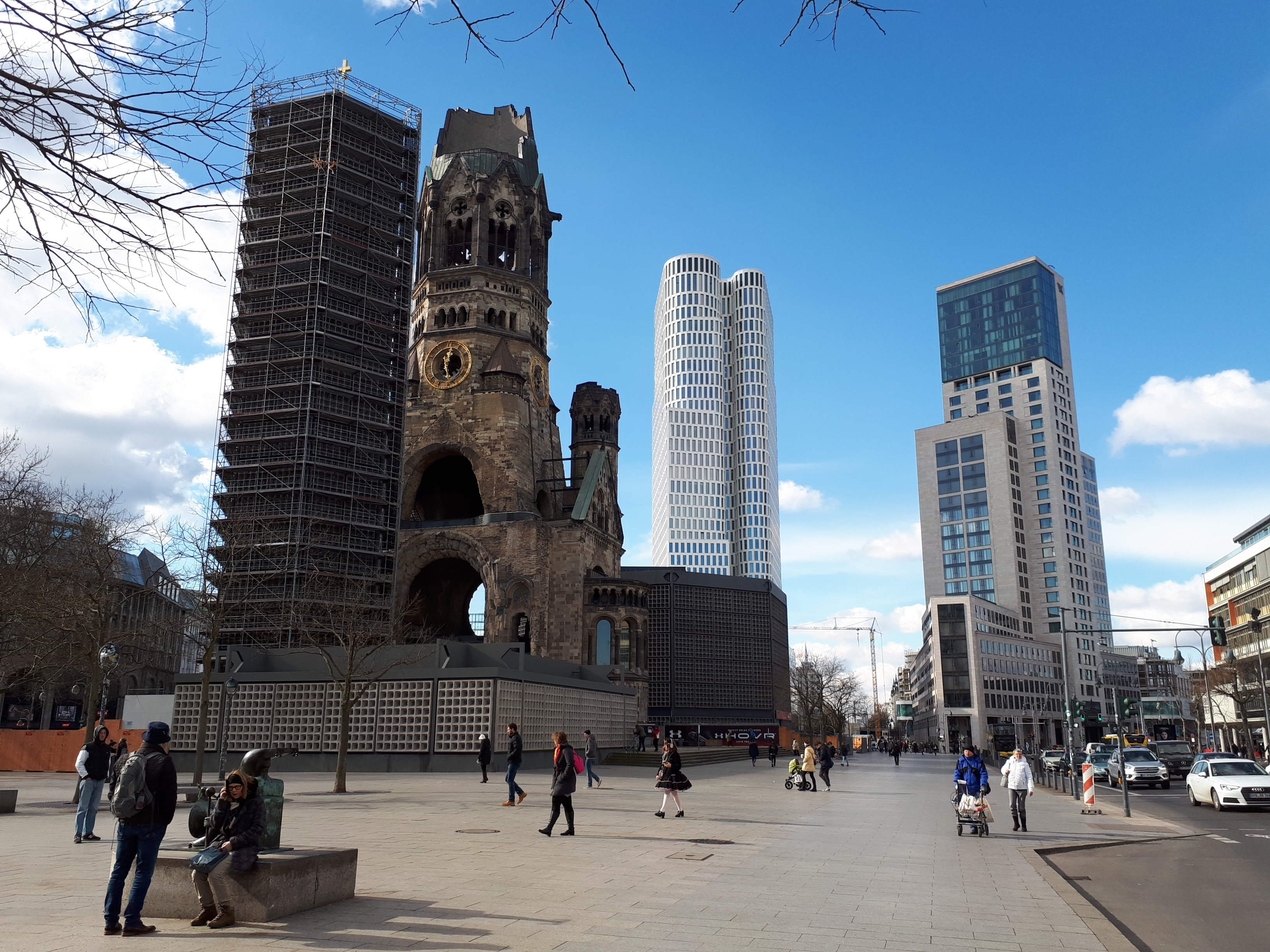
Breitscheidplatz an der Kaiser-Wilhelm-Gedächtniskirche,
Start und Ziel des Wettbewerbs

Das 20-km-Gehen der Frauen bei den Leichtathletik-Europameisterschaften 2018 fand am 11. August in der deutschen Hauptstadt Berlin statt.
Europameisterin wurde die Spanierin María Pérez García. Die Italienerin Antonella Palmisano gewann die Silbermedaille. Bronze ging an die Litauerin Brigita Virbalytė-Dimšienė.

## Streckenführung
Zwanzig Mal war eine Runde mit einer Länge von einem Kilometer zu bewältigen, die am Breitscheidplatz auf der Budapester Straße begann und weiter östlich bis zum Wendepunkt an der Straßenkreuzung am Olof-Palme-Platz führte. Der Kurs passierte dann wieder den Breitscheidplatz auf der Budapester Straße. Nach einem Wendepunkt vor dem Zoofenster ging es zum Breitscheidplatz – dem Start- und Zielpunkt – zurück.

## Rekorde

### Bestehende Rekorde
| Weltrekord           | 1:23:39 h | Jelena Laschmanowa | Tscheboksary, Russland  | 9. Juni 2018   |
| Europarekord         | 1:23:39 h | Jelena Laschmanowa | Tscheboksary, Russland  | 9. Juni 2018   |
| Meisterschaftsrekord | 1:26:42 h | Olimpiada Iwanowa  | EM München, Deutschland | 7. August 2002 |

### Rekordverbesserungen
Der bestehende EM-Rekord wurde verbessert und es gab einen neuen Landesrekord.
- Meisterschaftsrekord: 1:26:36 h – María Pérez García (Spanien), Wettbewerb am 11. August
- Landesrekord: 1:27:59 h – Brigita Virbalytė-Dimšienė (Litauen), Wettbewerb am 11. August

## Legende
Kurze Übersicht zur Bedeutung der Symbolik – so üblicherweise auch in sonstigen Veröffentlichungen verwendet:
| CR    | Championshiprekord                       |
| NR    | Nationaler Rekord                        |
| PB    | Persönliche Bestleistung                 |
| SB    | Persönliche Saisonbestleistung           |
| NU23R | Nationaler U23-Rekord                    |
| WU20L | U20-Weltjahresbestleistung               |
| DNF   | Wettkampf nicht beendet (did not finish) |
| DSQ   | disqualifiziert                          |
| Bod   | Verwarnung für Verlust des Bodenkontakts |
| Knie  | Verwarnung für fehlende Kniestreckung    |

## Ergebnis

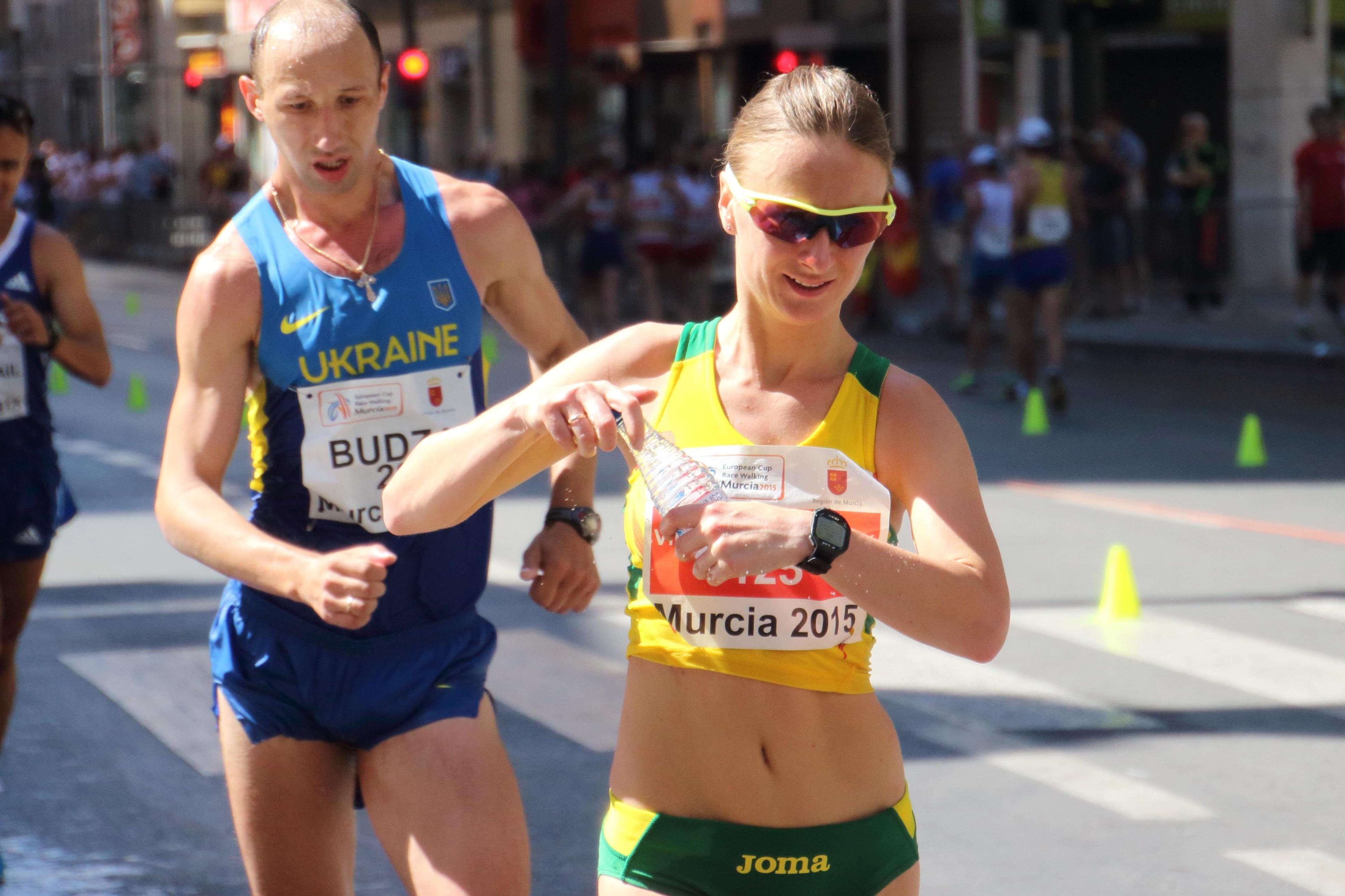
Brigita Virbalytė-Dimšienė (rechts) – Platz vier

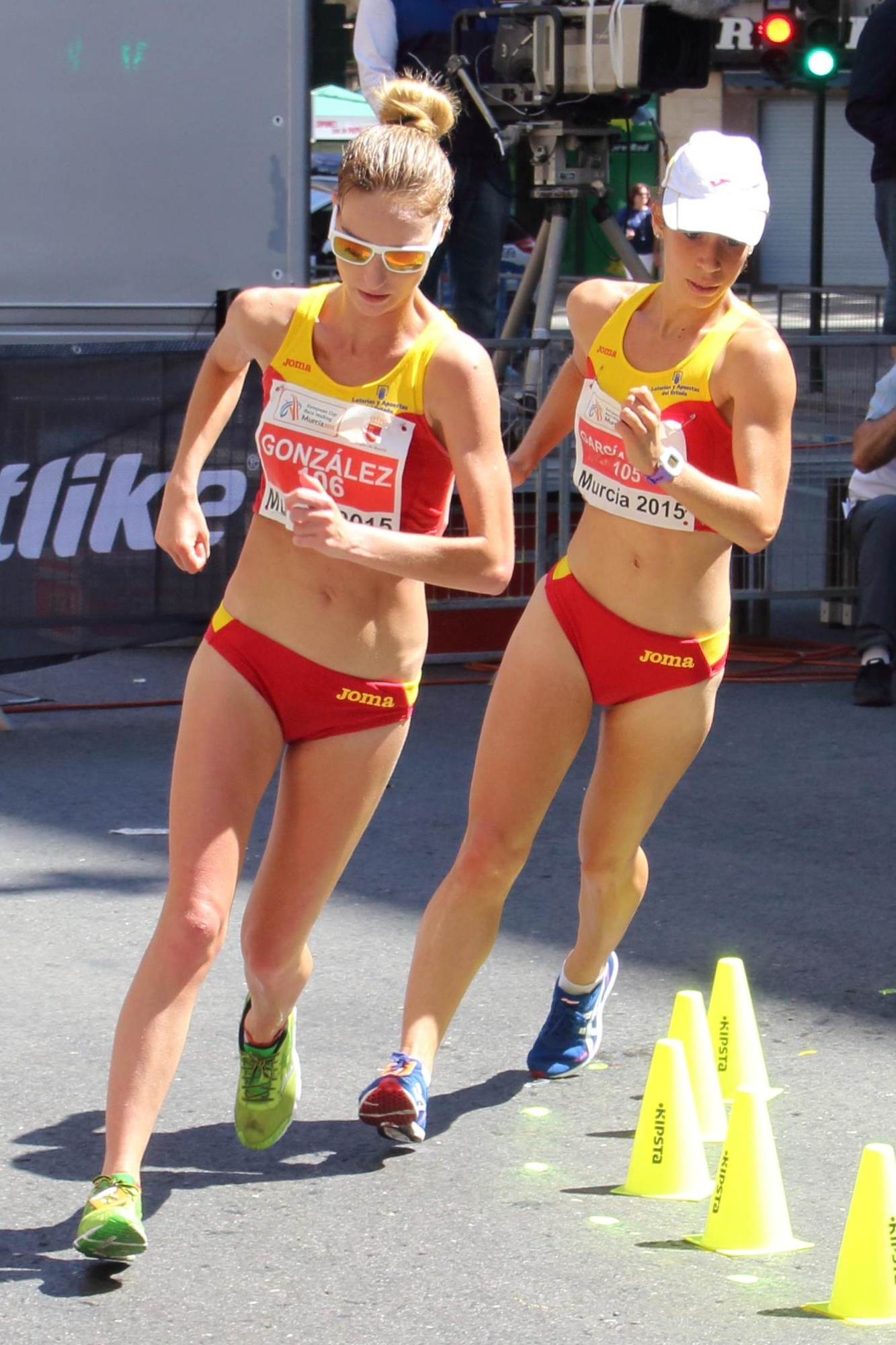
Laura García-Caro (rechts) – Platz sechs und Raquel González (links) – Platz zwölf

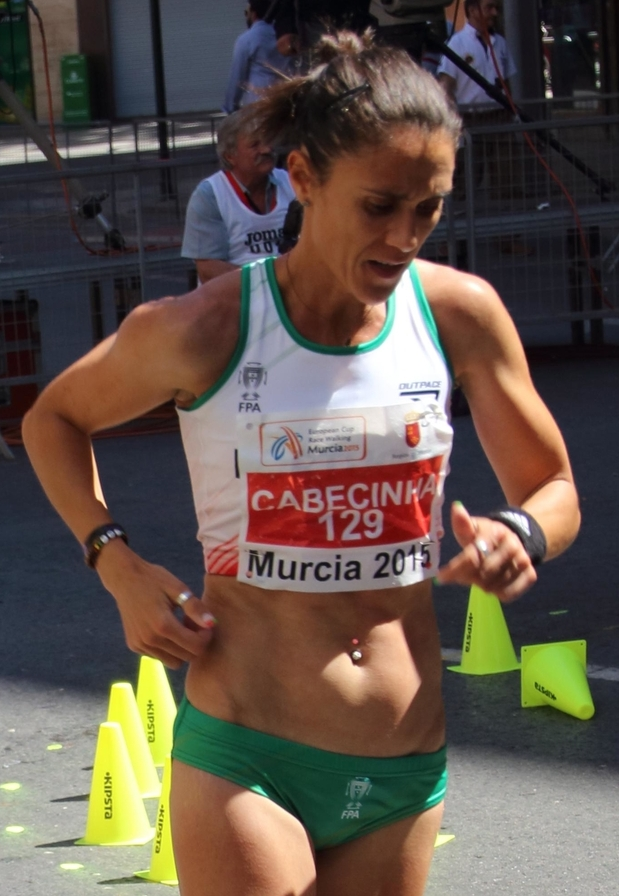
Ana Cabecinha (rechts) – Platz acht

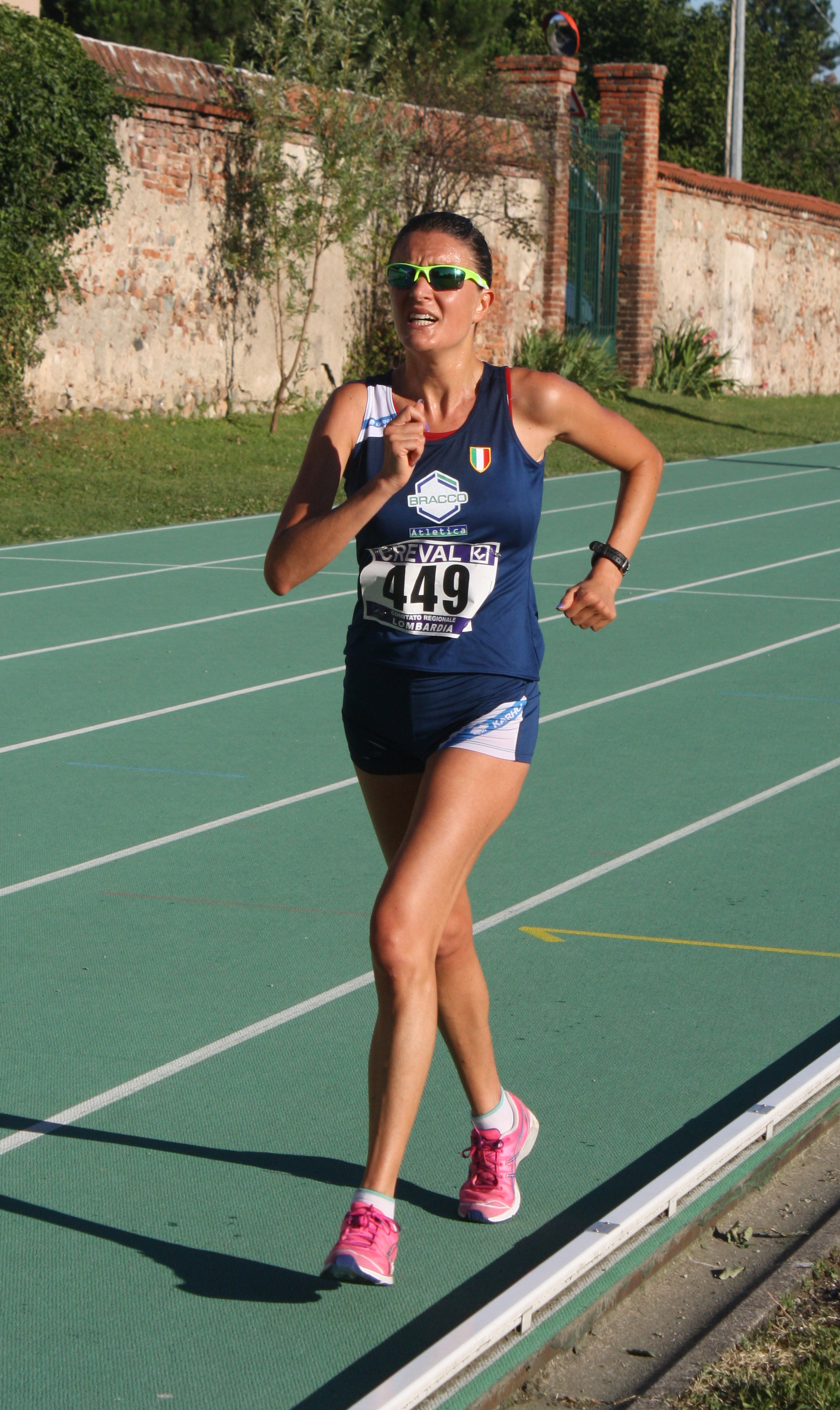
Valentina Trapletti – Platz neun

11. August 2018, 10:55 Uhr MESZ
| Platz | Athletin                   | Land                        | Zeit (h)           | Verwarnungen    |
| ----- | -------------------------- | --------------------------- | ------------------ | --------------- |
|       | María Pérez García         | Spanien                     | 1:26:36 CR         | Bod             |
|       | Antonella Palmisano        | Italien                     | 1:27:30 SB         |                 |
|       | Brigita Virbalytė-Dimšienė | Litauen                     | 1:27:59 NR         |                 |
| 4     | Živilė Vaiciukevičiūtė     | Litauen                     | 1:28:07 NU23R      |                 |
| 5     | Laura García-Caro          | Spanien                     | 1:28:15 PB         | Bod / Bod       |
| 6     | Inna Kaschyna              | Ukraine                     | 1:29:16            | Bod             |
| 7     | Ana Cabecinha              | Portugal                    | 1:29:49            |                 |
| 8     | Valentina Trapletti        | Italien                     | 1:29:57 PB         |                 |
| 9     | Nadija Borowska            | Ukraine                     | 1:30:38            | Bod / Bod       |
| 10    | Meryem Bekmez              | Türkei                      | 1:31:00 WU20L      |                 |
| 11    | Raquel González            | Spanien                     | 1:31:48            |                 |
| 12    | Antigoni Drismbioti        | Griechenland                | 1:32:16 SB         |                 |
| 13    | Emilia Lehmeyer            | Deutschland                 | 1:32:36 PB         |                 |
| 14    | Émilie Menuet              | Frankreich                  | 1:32:49 SB         | Bod             |
| 15    | Saskia Feige               | Deutschland                 | 1:32:57 PB         |                 |
| 16    | Wiktoryja Raschtschupkina  | Belarus                     | 1:33:12            | Bod             |
| 17    | Marija Filjuk              | Ukraine                     | 1:33:34 PB         | Knie / Knie     |
| 18    | Ana Rodean                 | Rumänien                    | 1:33:39 PB         |                 |
| 19    | Teresa Zurek               | Deutschland                 | 1:35:58            | Bod             |
| 20    | Katarzyna Zdziebło         | Polen                       | 1:36:01            | Bod             |
| 21    | Bethan Davies              | Großbritannien              | 1:36:50            | Bod / Bod       |
| 22    | Elisa Neuvonen             | Finnland                    | 1:37:12            |                 |
| 23    | Barbara Kovács             | Ungarn                      | 1:39:35            |                 |
| 24    | Rita Récsei                | Ungarn                      | 1:42:55            |                 |
| 25    | Andreea Arsine             | Rumänien                    | 1:43:21            | Bod             |
| DNF   | Edna Barros                | Portugal                    |                    |                 |
| DSQ   | Eleonora Giorgi            | Italien                     |                    | Bod / Bod / Bod |
| DSQ   | Heather Lewis              | Großbritannien              | Bod / Bod / Bod    |                 |
| DSQ   | Jana Smerdowa              | Authorised Neutral Athletes | Knie / Knie / Knie |                 |
| DSQ   | Anežka Drahotová           | Tschechien                  |                    |                 |

| Zwischenzeiten | Zwischenzeiten | Zwischenzeiten | Zwischenzeiten |
| Marke          | Zwischen- zeit | Führende | 2-km-Zeit      |
| -------------- | -------------- | --- | -------------- |
| 2 km           | 8:53 min       | 19köpfige Führungsgruppe | 8:53 min       |
| 4 km           | 17:46 min      | 16köpfige Führungsgruppe | 8:53 min       |
| 6 km           | 26:34 min      | 12köpfige Führungsgruppe | 8:48 min       |
| 8 km           | 35:16 min      | Vaiciukevičiūtė / Pérez, Drahotová, Palmisano, García-Caro, Giorgi – 7 s zur. / Kaschyna, Borowska, Virbalytė-Dimšienė, Cabecinha, Bekmez – 9 s zur. | 8:42 min       |
| 10 km          | 43:59 min      | Vaiciukevičiūtė / Pérez, Drahotová, Palmisano, García-Caro, Giorgi – 8 s / Kaschyna 10 s / Virbalytė-Dimšienė, Cabecinha – 12 s                      | 8:43 min       |
| 12 km          | 52:42 min      | Drahotová, Palmisano, Pérez / Vaiciukevičiūtė–2 s / García-Caro, Kaschyna – 6 s / Virbalytė-Dimšienė, Giorgi – 13 s / Cabecinha – 15 s               | 8:47 min       |
| 14 km          | 1:01:18 h00    | Drahotová, Palmisano / Pérez – 3 s / Vaiciukevičiūtė, García-Caro – 13 s / Virbalytė-Dimšienė – 20 s / Kaschyna – 23 s / Cabecinha – 30 s            | 8:36 min       |
| 16 km          | 1:09:49 h00    | Drahotová, Pérez / Palmisano – 7 s / Vaiciukevičiūtė – 32 s / García-Caro, Virbalytė-Dimšienė – 36 s / Kaschyna – 58 s / Cabecinha – 1:07 min        | 8:31 min       |
| 18 km          | 1:18:13 h00    | Pérez / Drahotová – 12 s / Palmisano – 29 s / Virbalytė-Dimšienė – 1:00 min / Vaiciukevičiūtė – 1:07 min / García-Caro – 1:13 min                    | 8:24 min       |
| 20 km          | 1:26:36 h00    | Mária Pérez | 8:23 min       |

Besonders zwei Europäerinnen hatten sich bei den Resultaten der großen Meisterschaften auf Weltniveau der letzten Jahre herausgehoben. Die Italienerin Antonella Palmisano war die WM-Dritte von 2017, WM-Fünfte von 2015 und Olympiavierte von 2016. Die Portugiesin Ana Cabecinha war die WM-Sechste von 2017, WM-Vierte von 2015 und Olympiasechste von 2016. Weitere Medaillenkandidatinnen waren die Tschechin Anežka Drahotová als EM-Dritte von 20146, die Italienerin Eleonora Giorgi als EM-Fünfte von 2016 und die Litauerin Brigita Virbalytė-Dimšienė als WM-Siebte von 2015.
Von Beginn an legten die Geherinnen ein zügiges Tempo vor. So fielen nach und nach immer mehr Athletinnen zurück. Bei Kilometer vier waren noch sechzehn Teilnehmerinnen gemeinsam vorn, nach sechs Kilometern waren es noch zwölf. Živilė Vaiciukevičiūtė aus Litauen übernahm nun die Führungsarbeit und setzte sich um einige Sekunden von ihren Gegnerinnen ab. Bei Kilometer acht hatte sie einen Vorsprung von sieben Sekunden auf Drahotová, Palmisano, Giorgi sowie die beiden Spanierinnen Mária Pérez und Laura García-Caro. Nur zwei weitere Sekunden zurück folgte eine nächste Gruppe mit Virbalytė-Dimšienė, Cabecinha, den beiden Ukrainerinnen Inna Kaschyna und Nadija Borowska sowie der Türkin Meryem Bekmez. Auf den nächsten drei Kilometern blieb Vaiciukevičiūtės Vorsprung auf die erste Verfolgergruppe in etwa konstant. Die zweite Gruppe dahinter fiel dagegen auseinander. Kaschyna ging zunächst alleine, zwei Sekunden nach ihr kamen Virbalytė-Dimšienė und Cabecinha, während Borowska und Bekmez nicht mehr Anschluss halten konnten.
Ab Kilometer elf schrumpfte Vaiciukevičiūtės Vorsprung wieder und sie wurde von drei ihrer Konkurrentinnen passiert. Bei Kilometer zwölf hatte sich mit Drahotová, Palmisano und Pérez eine dreiköpfige Spitzengruppe gebildet. Vaiciukevičiūtė folgte allerdings nur zwei Sekunden dahinter und nur vier weitere Sekunden zurück gingen García-Caro und Kaschyna. Auch die weiteren Abstände waren noch gering. Virbalytė-Dimšienė und Giorgi hatten dreizehn Sekunden Rückstand auf die Spitze, Cabecinha lag nur zwei weitere Sekunden dahinter. Dann setzen sich Drahotová und Palmisano einige Sekunden von Pérez ab. Als Zweiergruppe folgten jetzt Vaiciukevičiūtė und García-Caro mit einem Rückstand von dreizehn Sekunden auf die beiden Führenden. Die nächsten Athletinnen dahinter gingen jetzt einzeln: Virbalytė-Dimšienė – 20 s zurück, Kaschyna – 23 s zurück und Cabecinha – 30 s zurück.
Der Wettkampf war noch nicht entschieden. Bei jetzt noch einmal leicht gesteigertem Tempo verlor Palmisano den Kontakt zu Drahotová. Pérez dagegen konnte wieder zur Tschechin aufschließen und zog schließlich an ihr vorbei. Die Abstände zu den nachfolgenden Geherinnen vergrößerten sich jetzt weiter. Palmisano lag bei Kilometer achtzehn bereits knapp dreißig Sekunden zurück. Vaiciukevičiūtė verlor deutlich an Boden und auch das Duo García-Caro / Virbalytė-Dimšienė fiel auseinander, weil García-Caro das Tempo nicht mehr mitgehen konnte. So nahm Virbalytė-Dimšienė bei einem Rückstand von einer Minute auf Pérez jetzt Position vier ein. Vaiciukevičiūtė folgte sieben Sekunden hinter ihr, García-Caro lag weitere sechs Sekunden zurück.
Mária Pérez strebte dem Ziel mit unvermindert hohem Tempo entgegen und wurde Europameisterin mit einem Vorsprung von 27 Sekunden. Mit ihrer Siegerzeit verbesserte Pérez den Meisterschaftsrekord der Russin Olimpiada Iwanowa um sechs Sekunden. Anežka Drahotová wurde Vizeeuropameisterin und auch Antonella Palmisano ließ sich ihre Bronzemedaille nicht mehr nehmen. Ihr Abstand zu Drahotová betrug ebenfalls 27 Sekunden. Mit einem neuen Landesrekord für Litauen belegte Brigita Virbalytė-Dimšienė 29 Sekunden hinter Palmisano den vierten Platz. Ihre Landsfrau Živilė Vaiciukevičiūtė stellte acht Sekunden hinter Dimšienė als Fünfte einen neuen U23-Landesrekord auf. Sechste wurde Laura García-Caro vor Inna Kaschyna und Ana Cabecinha.

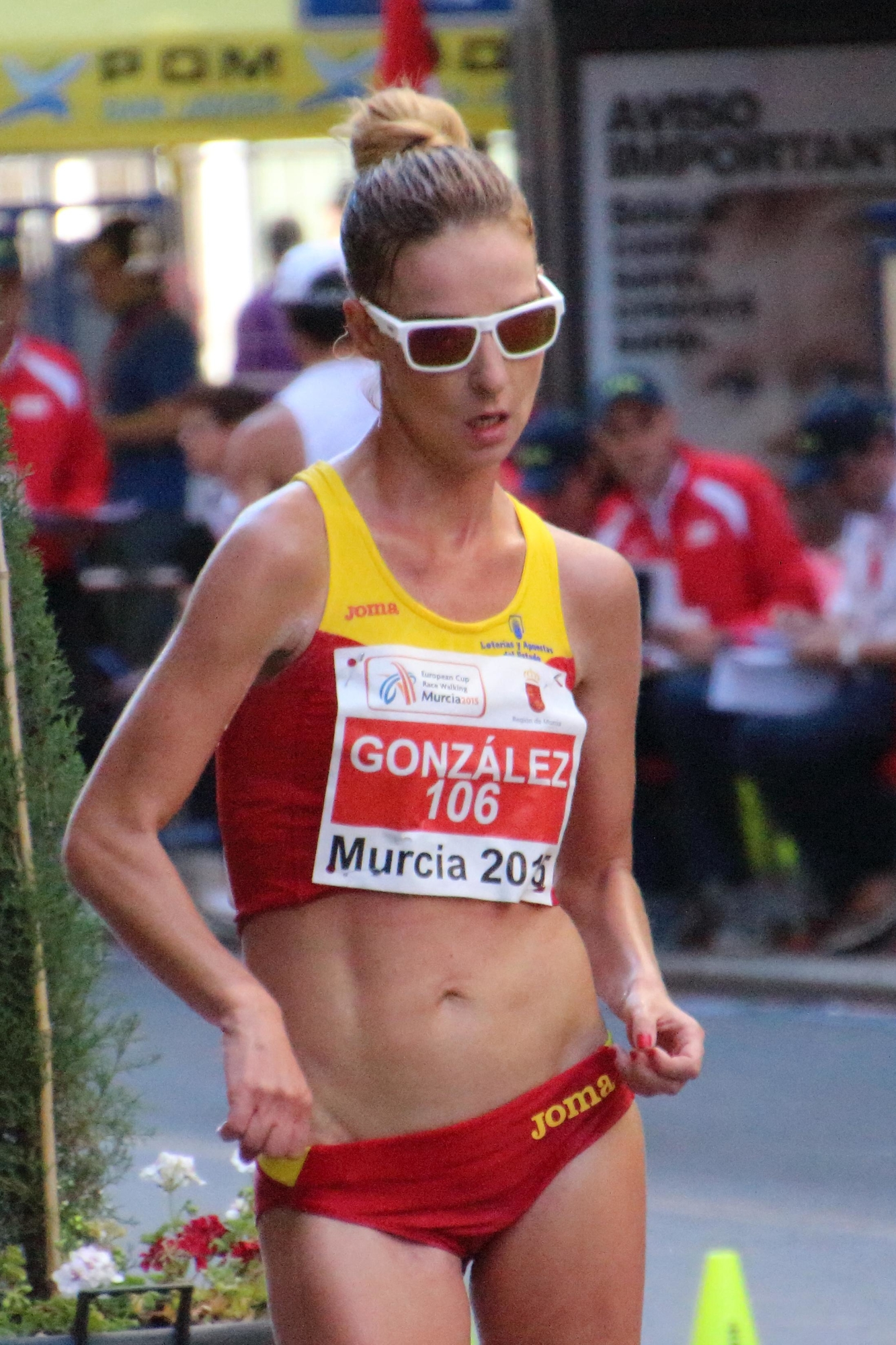
Raquel González – Platz zwölf
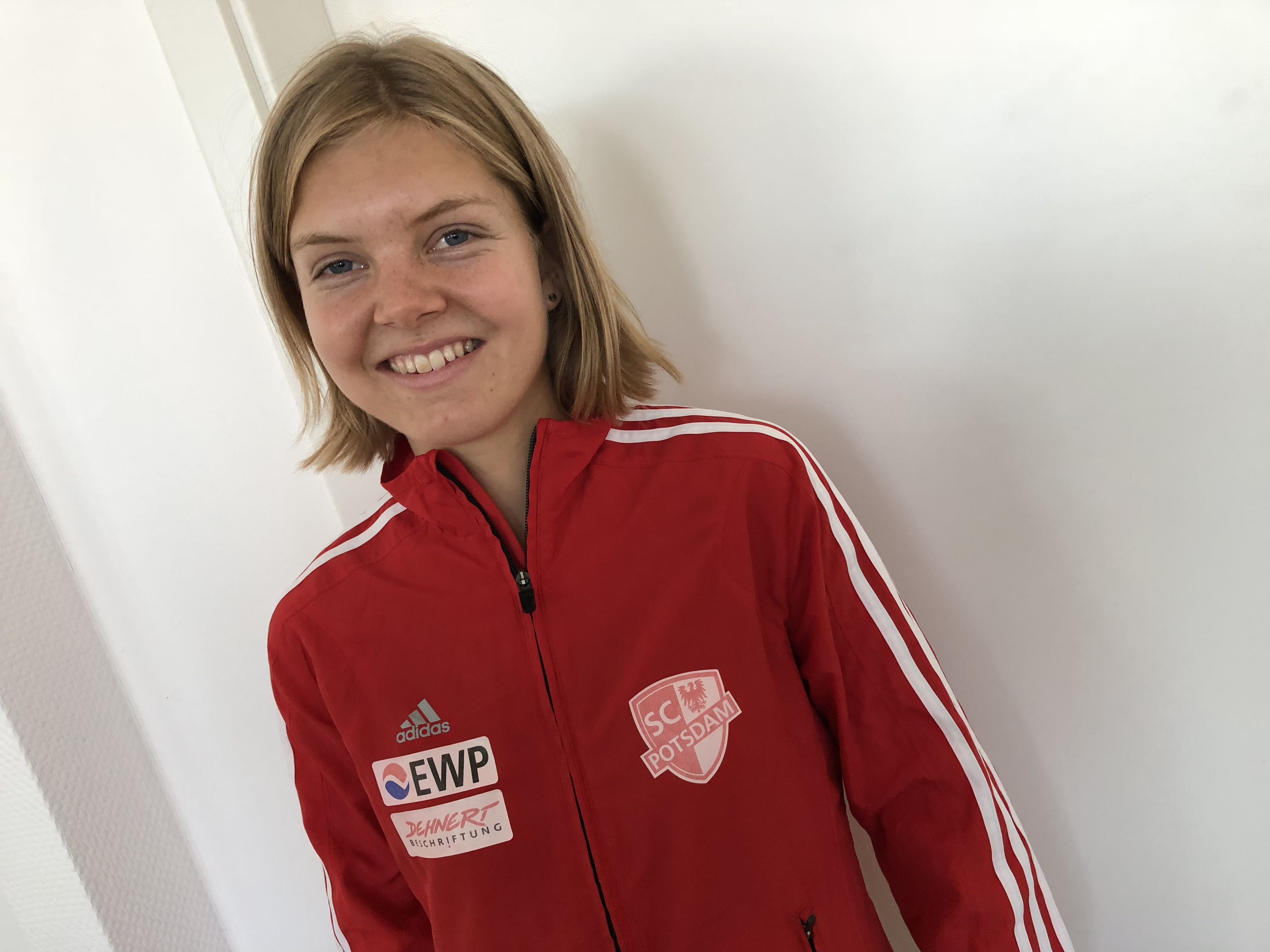
Saskia Feige – Platz sechzehn
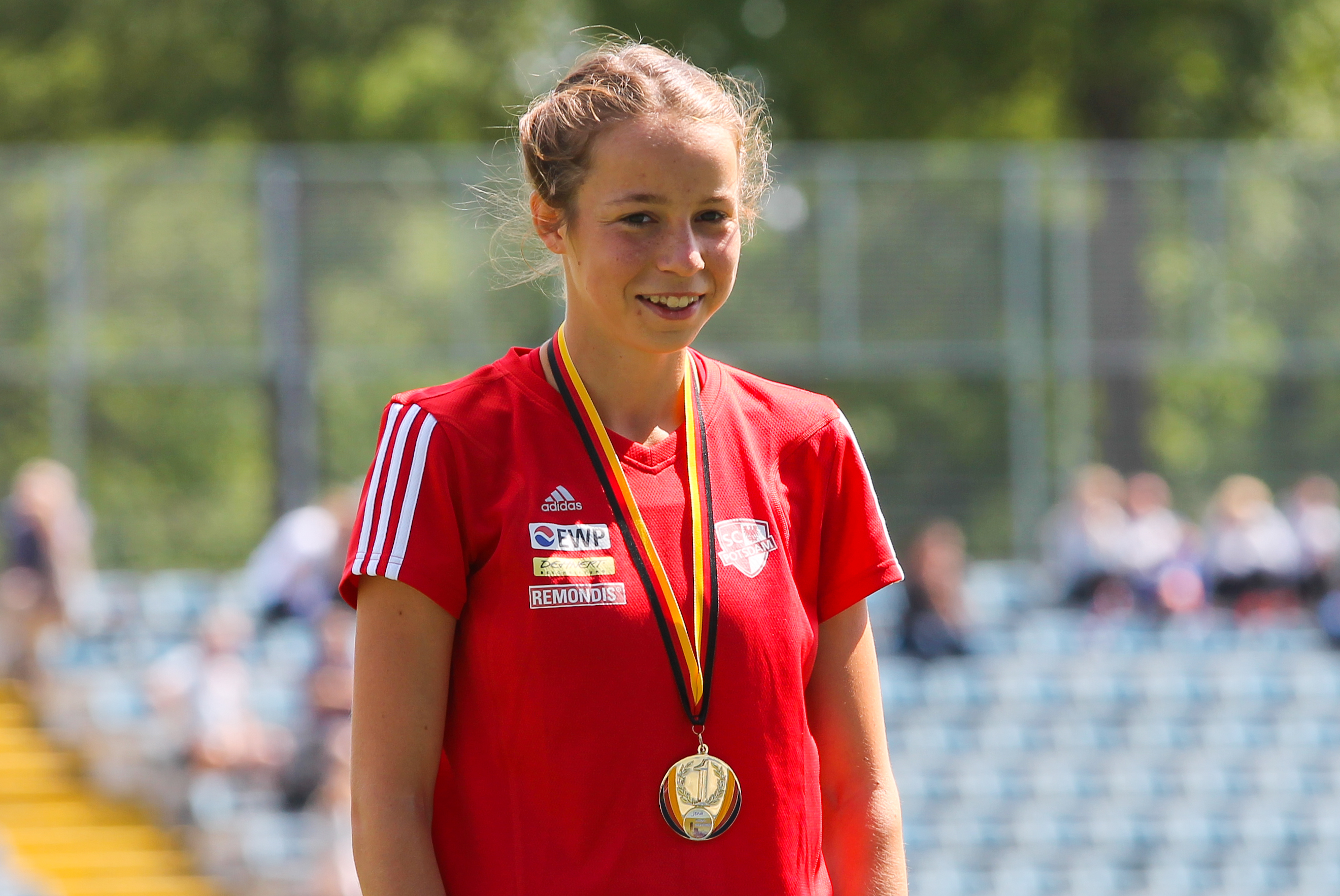
Teresa Zurek – Platz zwanzig
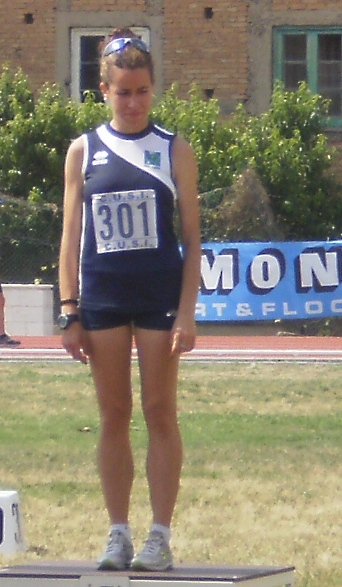
Eleonora Giorg,  – Wettkampf nicht beendet